# مارکو اسپیسو
مارکو اسپیسو (ایتالیایی: Marco Spissu؛ زادهٔ ۵ فوریهٔ ۱۹۹۵) بازیکن بسکتبال اهل ایتالیا است. وی در بازی‌های المپیک تابستانی ۲۰۲۰ شرکت کرده‌است.